# Leila Denmark
Leila Alice Daughtry-Denmark (* 1. Februar 1898 in Portal, Georgia; † 1. April 2012 in Athens, Georgia) war eine US-amerikanische Medizinerin, die fast 75 Jahre lang als Kinderärztin tätig war.

## Leben
Leila Denmark kam als ältestes von zwölf Kindern Ellerbee Daughtrys und dessen Frau Alice Cornelia Daughtry, geborene Hendricks, zur Welt. Die Familie war wohlhabend, ihr Vater war Bürgermeister ihrer Geburtsstadt und besaß eine große Farm, auf der Leila aufwuchs.
Nachdem sie auf dem Tift College in Forsyth 1922 ihren Bachelor of Arts gemacht hatte, nahm sie ein Lehramt an und unterrichtete zwei Jahre lang in Acworth. Diese Arbeit konnte sie jedoch nicht ausreichend zufriedenstellen. Da ihr Freund John Eustace Denmark, ein Bankier, den sie seit Kindestagen kannte und später heiratete, im Auftrag des US-Außenministeriums nach Java geschickt wurde, schrieb sie sich auf dem Medizinischen College in Augusta ein. Unter 53 Studenten war sie die einzige Frau, und als sie im Jahr 1928 ihren Doktortitel erhielt, war sie erst die dritte Frau, die an diesem College den Doktortitel erworben hatte.
Am 11. Juni 1928, nur drei Tage später, heiratete sie ihren langjährigen Freund. Gemeinsam gingen die beiden nach Atlanta, wo sie zuerst im Grady Hospital arbeitete, drei Monate später aber zum neu eröffneten Egleston Hospital for Children wechselte. Dort wurde Denmark die erste Medizinalassistentin. Ihre Tochter Mary Alice Denmark Hutcherson, die das einzige Kind der Eheleute blieb, kam 1930 zur Welt. Ein Jahr später eröffnete Denmark eine eigene Praxis im Stadtteil Virginia-Highlands.
Ihre medizinische Forschung beschäftigte sich mit Keuchhusten und wurde 1932 durch den Ausbruch einer verheerenden Epidemie mit 75 Fällen angespornt. Sie injizierte das Blutserum, das sie von einem erwachsenen Erkrankten gewonnen hatte, ihrer eigenen Tochter, die der Erreger ebenfalls infiziert hatte, und verhalf ihr dadurch zur Genesung. Die Ergebnisse sandte sie an Eli Lilly and Company, die damit einen Impfstoff gegen Bordetella pertussis entwickeln konnten. Für ihre Leistungen auf diesem Gebiet erhielt sie 1935 den Fisher Award, ihre Forschungsdokumente wurden u. a. im American Journal of Diseases of Children – Studies in Whooping Cough: Diagnosis and Immunization (1936) und Whooping Cough Vaccine (1942) – und zwischen 1932 und 1938 zweimal im Journal of the American Medical Association publiziert.
Denmark ging 1945 nach Sandy Springs und praktizierte dort vierzig Jahre lang als Kindermedizinerin, bis sie sich 87-jährig in ein altes Farmhaus in Alpharetta zurückzog. Sie richtete in der Nähe ihrer Wohnstätte eine neue Praxis ein und untersuchte noch bis 2002 täglich ca. 15 bis 25 Patienten; erst dann musste sie aufgrund einer Sehschwäche aufhören. Ihr Mann war bereits 1990 im Alter von 91 Jahren gestorben.
Für ihre engagierte und professionelle Arbeit wurde Denmark mehrfach ausgezeichnet, u. a. 1953 als Atlantas „Frau des Jahres“, 1998 mit dem „Health-Care Heroes Award“ und 2000 mit dem Ehrendoktortitel in Naturwissenschaften der Emory University. Sie war zudem von den 30er Jahren an 56 Jahre lang ehrenamtlich für eine karitative Kinderklinik der Presbyterianischen Kirche tätig. Denmark gehörte auch zu den ersten Fachmedizinern, die Stellung gegen das Rauchen in der Nähe von Kindern bezogen und öffentlich Schwangeren vom Alkohol-, Tabak-, Koffein- und Drogenkonsum abrieten, um das Kind im Mutterleib nicht zu schädigen. 1971 brachte sie das Buch Every Child Should Have A Chance auf den Markt, worin sie ihre Grundsätze einer guten Kindererziehung darlegte. Es erlebte bis heute zahlreiche Nachauflagen.
Leila Denmark starb im Alter von 114 Jahren und 60 Tagen. Sie gilt als die eine der ältesten Personen, die aus anderen Gründen abseits ihres hohen Alters prominent wurde.

## Schriften
- Every Child Should Have A Chance. Vantage Press, New York 1971, OCLC 1390428 (englisch).